# 1488
1488 (MCDLXXXVIII) var ett skottår som började en tisdag i den julianska kalendern.

## Händelser

### Februari
- 3 februari – Bartolomeu Diaz landstiger vid Mosel Bay efter att ha rundat Godahoppsudden.[1]

### Maj
- Maj – Bartolomeu Diaz inleder hemresan till Portugal.[1]

### Juni
- 11 juni – Vid Jakob III:s död efterträds han som kung av Skottland av sin son Jakob IV.

### Juli
- 30 juli – Freden i Livland förnyas ånyo i och med stilleståndet på Prästholmen.

### September
- 13 september – Milano ockuperar Genua.[2]

### November
- 17 november – Fred sluts mellan Sverige och Tyska orden i Reval, vilket en tredje gång förnyar freden i Livland.

### December
- December – Bartolomeu Diaz återvänder till Lissabon.[1]

### Okänt datum
- Ericus Nicolai genomgår den första doktorspromotionen (i teologi) i Uppsala universitets historia.
- Erik Trolle blir svenskt riksråd.
- Marknaden vid Svinnegarns källa i Uppland förbjuds.
- Brygge förlorar sina handelsprivilegier till Antwerpen.

## Födda
- 19 mars – Johannes Magnus, svensk ärkebiskop 1523–1526 och sedan titulärärkebiskop i exil i Rom till sin död 1544.
- 21 april – Ulrich von Hutten, tysk humanist.
- September – Gustav Trolle, svensk ärkebiskop 1515–1517 och 1520–1521.
- Otto Brunfels, tysk naturforskare.
- Germaine de Foix, aragonsk drottning och regent.

## Avlidna
- 11 juni – Jakob III, kung av Skottland sedan 1460.[3]
- Karl Karlsson (Bonde), son till Karl Knutsson (Bonde).
- Juana Pimentel, spansk adelskvinna.

### Fotnoter
1. 1 2 3  ”Historiesajten – Bartolomeu Diaz (läst 5 april 2011)”. https://historiesajten.se/visainfo.asp?id=517.
2. ↑  World Statesmen (läst 5 april 2011)
3. ↑  ”United Kingdom” (på engelska). World Statesmen. http://worldstatesmen.org/United_Kingdom.html#Scotland. Läst 2 maj 2013.